# جک استراو
جان ویتاکر "جک" استراو (به انگلیسی: John Whitaker "Jack" Straw) متولد ۳ اوت ۱۹۴۶ یک سیاستمدار انگلیسی است که در طی سال‌های ۲۰۰۱ تا ۲۰۰۶، سمت وزارت امورخارجه بریتانیا را برعهده داشت. وی ریاست هیئت اروپایی را در کنار دومینیک دو ویلپن و یوشکا فیشر، در جریان نشست مشترک وزیران خارجه اروپایی و هیئت ایرانی که در تهران، سعدآباد برگزار شد، بر عهده داشت.

## زندگی
جک استراو در اسکس از جون سیلویا و والتر آرتور ویتاکر استراو به دنیا آمد. پدر او نمایندگی بیمه داشت. او در اسکس تحت نظارت مادرش بزرگ شد. بعد از اینکه پدرش خانواده آنان را ترک کرد او با اینکه در خانواده جان صدا می‌شد، خود را در مدرسه جک می‌خواند. این نام از رهبر شورشیان در سال ۱۳۸۱ میلادی جک استراو گرفته شده بود. مادر استراو از نژاد یهودی است و پدر مادربزرگ او از یهودیان اروپای شرقی بوده است. با این وجود استراو خود را مسیحی می‌داند.

## مناسبات با ایران
جک استراو در سال‌هایی وزیر خارجه بریتانیا بود که برنامه هسته‌ای ایران فاش و مذاکرات جامعه جهانی با تهران، دربارهٔ این برنامه آغاز شد.
استراو در دورانی که سمت وزیر امور خارجه بریتانیا را بر عهده داشت، مذاکرات متعددی با حسن روحانی، رئیس وقت شورای امنیت ملی ایران، در رابطه با برنامه اتمی تهران انجام داد که این مسئله در کنار استقبال او از پیروزی آقای روحانی در انتخابات ریاست جمهوری، سفر احتمالی‌اش به تهران را توجیه می‌کند.
در زمان تحلیف حسن روحانی، اخباری در رسانه‌ها مبنی از دعوت جک استراو برای حضور او در این مراسم در رسانه‌ها منتشر شد که این مسئله مخالفت برخی جریان‌های سیاسی و نمایندگان مجلس را به همراه داشت.
سال ۲۰۱۹ جک استراو کتابی را دربارهٔ مناسبات سیاسی ایران و بریتانیا به چاپ رساند که در ایران نیز بازخورد قابل توجهی به همراه داشت. این کتاب که «همیشه پای انگلیس در میان است» نام دارد و توسط انتشارات کتاب کوله‌پشتی و با ترجمهٔ امیرحسین فاضلی مقدم به چاپ رسید، ضمن بررسی زمینهٔ تاریخی و دینی ایران، از نقش بریتانیا و عوامل بیگانه در این کشور و بی‌اعتمادی ایرانیان به بیگانگان، به‌خصوص بریتانیا، صحبت کرده است.